# Alfred W. Kneucker
Alfred Walter Kneucker (* 30. Juli 1904 in Wien; † 12. Januar 1960 ebenda), auch bekannt unter den Pseudonymen Alf Riston, Aweka, A. W. K. und Walt Chining, war ein österreichischer Arzt, Zahnarzt und Schriftsteller.

## Leben
Kneucker stammte aus einer jüdisch-bürgerlichen Familie. Er studierte Medizin und Zahnmedizin und wurde auf Wunsch seines Vaters Alfred Kneucker sen. (1879–1942), der selbst eine zahnärztliche Praxis in Wien führte, Zahnarzt. Da es dabei zu Konflikten mit dem Vater kam, gab er die zahnärztliche Tätigkeit auf und absolvierte eine Weiterbildung zum Urologen.
Nach der Annexion Österreichs durch das „Dritte Reich“ im März 1938 emigrierte er nach Asien, wo er die gebürtige Berlinerin Herta Maerker, seine dritte Ehefrau, heiratete. Sein Vater wurde deportiert und fand 1942 in Modliborzyce den Tod. Kneucker jun. erhielt Exil in Schweden und England. Nachdem er ein Angebot der Quäker als Professor in der Republik China erhalten hatte, wurde er auf der Überfahrt in Indochina interniert. Er bekam Zuflucht in der offenen Stadt Shanghai. In Shanghai hatte er eine ärztliche Praxis, reiste aber 1948 in die USA aus.
In den USA begann Kneucker eine wissenschaftliche Karriere als experimenteller Urologe und Chirurg. Bis 1955, dem Jahr seiner Ernennung zum Professor für Chirurgie und Urologie an der Chicago Medical School., schrieb er rund 50 wissenschaftliche Aufsätze und zwei medizinphilosophische Monografien. 1956 entwickelte er einen neuen Nierentest, das sogenannte Elektrourogramm (EUG) – in Analogie zum Elektrokardiogramm des Herzens – und 1958 ein universelles Endoskop, das die Arbeitsabläufe in der Urologie vereinfachen sollte. Daneben wirkte er als Pianist, Komponist und vor allem als international beachteter Schriftsteller, u. a. für Filmexposés. Ein autobiographischer Roman Zuflucht in Shanghai erschien, stark gekürzt, postum.
Er starb 1960, als er in Wien die Rückkehr nach Österreich vorbereiten wollte, im Alter von 55 Jahren an einer fulminant verlaufenen Lungenembolie. Sein Sohn aus der zweiten Ehe ist der österreichische Jurist Raoul Kneucker.

## Werke
- Richtlinien einer Philosophie der Medizin. W. Maudrich, Wien 1949.
- Das Denken in der Heilkunde. Dustri-Verlag, Remscheid-Lennep 1958.
- Zuflucht in Shanghai. Aus den Erlebnissen eines österreichischen Arztes in der Emigration 1938–1945. Bearbeitet und herausgegeben von Felix Gamillscheg. Nachwort von Kurt Rudolf Fischer. Böhlau Verlag, Wien 1984, ISBN 3-205-07241-3.